# Xylotrechus atronotatus
Xylotrechus atronotatus är en skalbaggsart. Xylotrechus atronotatus ingår i släktet Xylotrechus och familjen långhorningar.

## Underarter
Arten delas in i följande underarter:
- X. a. atronotatus
- X. a. angulithorax
- X. a. generosus
- X. a. draconiceps
- X. a. subscalaris
- X. a. bandaishanus